# Karlebo kommun
Karlebo kommun var till 31 december 2006 en kommun i Frederiksborg amt i östra Danmark (Själland). Kommunen hade vid dess upphörande en yta på 40,07 km². Invånarantalet 2004 var 19 436. Kokkedal var centralort. I den tidigare kommunen låg även orten Nivå.
Numera ingår kommunen i Fredensborgs kommun.

## Borgmästare
- Karen Møller, 1 april 1970–31 mars 1974[1]
- Jørgen Jensen, 1 april 1974–31 mars 1978[1]
- Henry Hansen, 1 april 1978–31 december 2001[1]
- Olav Aaen, 1 januari 2002–31 december 2006[1]

Denna lista hämtas från Wikidata. Informationen kan ändras där.